# Caront (mitologia)
|  | No s'ha de confondre amb Caront (mitologia etrusca). |

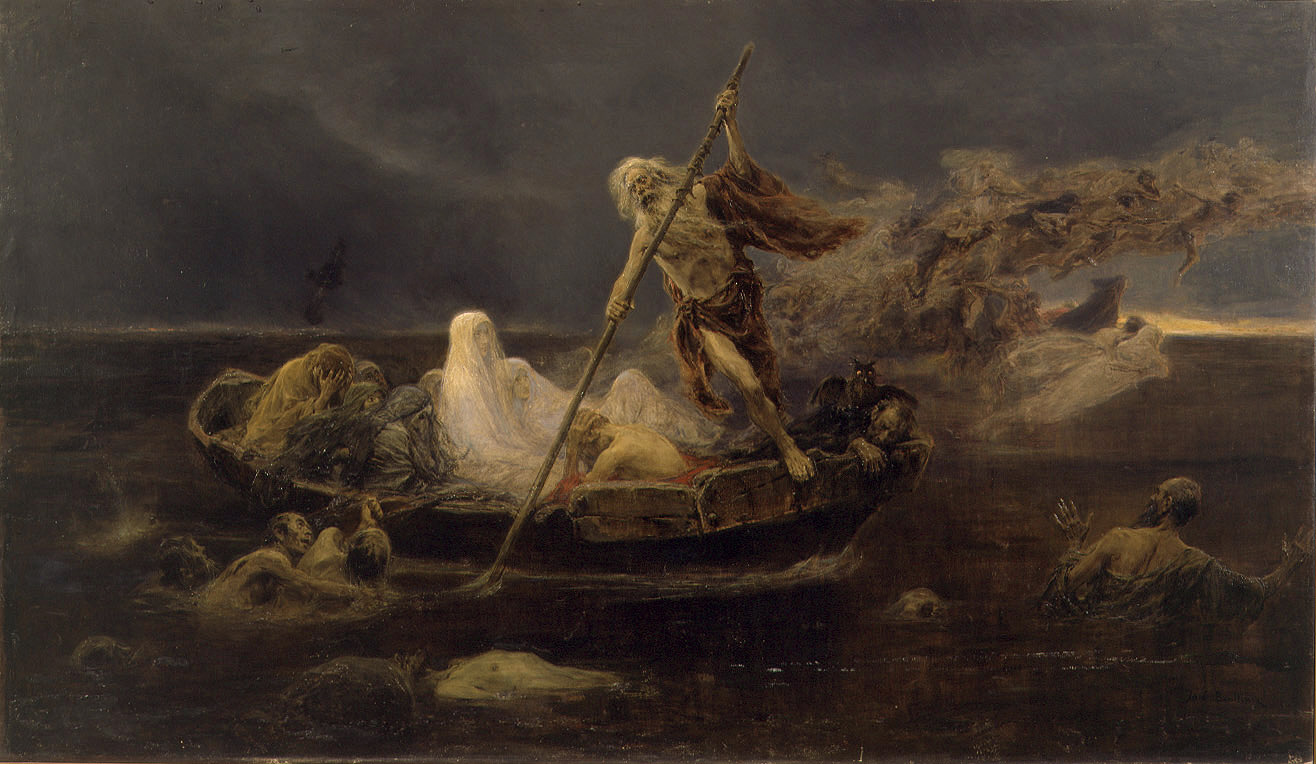
Sovint es representa Caront com un vell força lleig, de barba grisa i aspra, esparracat i, de vegades, duent un barret rodó. La barca de Caront (1919), oli sobre tela de Josep Benlliure. València: Museu de Belles Arts.

Caront (en grec antic Χάρων), és un geni del món infernal, un personatge de la mitologia grega encarregat de portar les ànimes a l'Hades amb la seva barca creuant el riu Aqueront (en algunes fonts, apareix confós amb la llacuna Estígia), fins a l'altra riba del riu dels morts. Caront cobrava un pagament per viatge i és per això que, als morts, se'ls enterrava amb una moneda (l'òbol) sota la llengua. Algunes cultures enterren els morts amb monedes tapant els ulls, en una variant del mateix costum. Es representa Caront com un vell amb una barba hirsuta i grisa, vestit amb parracs i molt lleig. De vegades porta un capell rodó. Dirigeix la barca fúnebre però no rema, sinó que fa remar les ànimes que porta. Es mostra brutal i tirànic amb elles. Determinats herois grecs han aconseguit visitar l'Hades vius, com Eneas, Orfeu o Hèracles. Però quan Hèracles va baixar a l'Hades va obligar Caront a transportar-lo en la seva barca, i com que Caront s'hi va negar, l'heroi li va agafar el rem i el colpejà fortament, fins que el barquer no va tenir més remei que conduir l'heroi a l'altra banda. Caront va ser castigat a estar un any encadenat per haver permès que un viu entrés al regne dels morts.
Caront és fill d'Èreb i Nix. A les pintures etrusques que s'han trobat a les tombes, es representa Caront com un dèmon alat amb la cabellera entortolligada amb serps i una gran maça a les mans, cosa que fa suposar que el Caront etrusc és un geni de la mort que mata al moribund i l'arrossega cap a món subterrani. S'ha convertit en una figura típica de la cultura popular, com prova la seva presència en nombroses sèries d'animació o videojocs.